# K'inich Kan Balam II
K'inich Kan Balam II o K'inich Kan B'ahlam II (Palenque, 23 de mayo de 635-Palenque, 20 de febrero de 702) fue un ahau o gobernante maya del ajawlal o señorío de B'aakal, cuya sede era Lakam Ha', actualmente conocida como la zona arqueológica de Palenque, en el actual estado mexicano de Chiapas. Es referido también como Chan Bahlum II. Su nombre puede ser traducido como ‘Serpiente Jaguar Radiante’ o ‘Gran Sol Serpiente Jaguar’.
Gobernó del año 683 al 702. Su gobierno, al igual que el de su padre, Pakal «el Grande», se caracterizó por la construcción de grandes edificios públicos en Palenque sus obras más importantes pertenecen al Grupo de las Cruces. Realizó campañas militares contra Toniná y pactó alianzas con Moral-Reforma. Ambos gobiernos representan la mejor época del señorío de B'aakal.

## Nacimiento y entronización

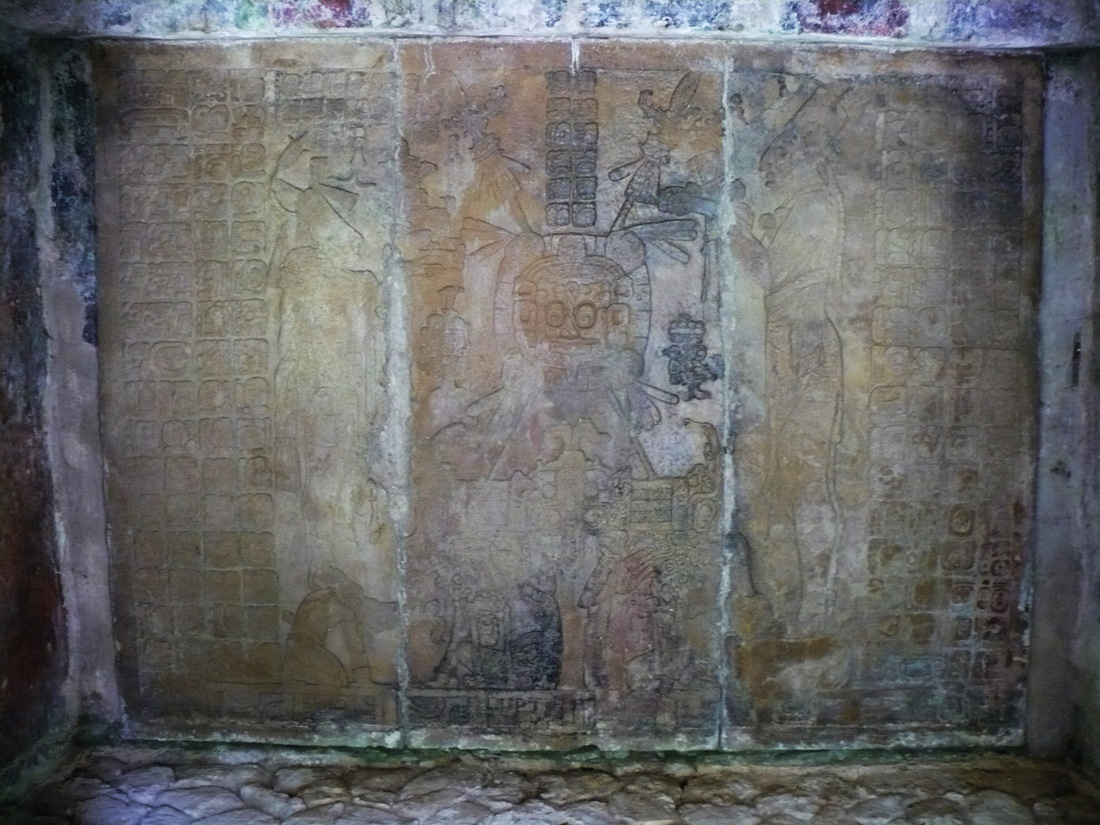
Tablero del Templo del Sol que muestra la entronización de K'inich Kan Balam II.

Fue nieto de K'an Mo' Hix y Sak K'uk' e hijo de Pakal “el Grande” y Tz'akbu Ajaw. De acuerdo a la cuenta larga del calendario maya nació el 9.10.2.6.6 2 kimi 19 zotz, es decir, el 20 de mayo de 635.Poco después de morir su padre, fue entronizado el 9.12.11.12.10 8 ok 3 kayab, es decir, el 7 de enero de 684, cuando tenía cuarenta y ocho años de edad. Esta fecha fue seleccionada intencionalmente ya que ocurrió después de ciento once ciclos transcurridos del calendario tzolkin y treinta y siete ciclos sinódicos de Marte desde la fecha de entronización de Aj Ne' Ohl Mat en el 605.

## Campañas militares
En el año 687 dirigió una campaña militar hacia el sur de Palenque, en contra Toniná, sede del señorío de Po' Winiko'ob', logrando someter la plaza el 9 de septiembre. Aunque se desconoce la causa de esta acción militar, es probable que haya sido porque su gobernante,  Puh-Tz'amal?, hubiese realizado algún tipo de pacto con el señorío de Kan, enemigo acérrimo de B'aakal, cuya plaza principal era Calakmul. Un registro del Templo del Sol indica que durante esta expedición, Kan Balam fue acompañado por su hermano Wak?nal B'ahlam Ch'aaj Il Sib'ik Kan.  Al año siguiente, K'inich B'aaknal Chaahk ascendió al poder del señorío de Po' Winiko'ob' y juró vengar esta derrota.
El 4 de julio de 690, Kan Balam II, preocupado por el vínculo que había establecido en oriente el señorío Moral-Reforma con Calakmul, decidió invitar a su gobernante, “Cráneo de Halcón”, a Palenque para que ahí celebrara su tercera entronización o reinstalación al poder. Asimismo, para conmemorar el acto, envió a un artesano palencano para labrar la estela 4 en Moral-Reforma. Mediante estas acciones políticas y diplomáticas, Kan Balam selló un pacto con "Cráneo de Halcón" y rompió el vínculo que tenía este con Calakmul.
El 4 de octubre de 692,  K'inich B'aaknal Chaahk comenzó su venganza contra B'aakal capturando al jefe palencano K'awiil Mo'. Capturó a otros dignatarios palencanos entre el 693 y el 696. De acuerdo a los regsistros del tablero de los guerreros, Kan Balam respondió de la misma manera, el 14 de enero de 695 capturó al ch'ok ajaw B'olon Yooj.

## Obras arquitectónicas e inscripciones jeroglíficas

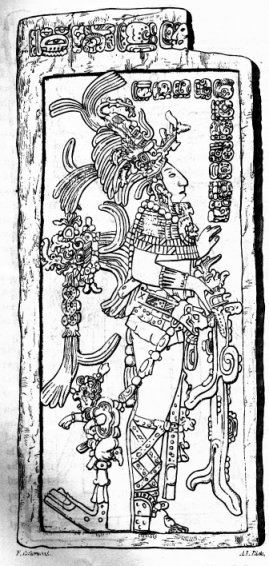
Reproducción iconográfica del tablero del Templo de la Cruz, realizada por Frederick Catherwood, en donde se muestra la entronización de K'inich Kan Balam II.

Llevó a cabo la terminación del Templo de las Inscripciones que sirvió de mausoleo a su padre, lo llamó B'olon Eht Naah, cuyo significado es la ‘Casa de los Nueve Señores’. Esta pirámide que tiene nueve mesetas y cuyas escaleras internas descienden a la tumba de Pakal “el Grande” evocan al inframundo o Xibalbá, que de igual forma tenía nueve estratos. La obra fue terminada e inaugurada el 3 de julio de 690.
Ese mismo año, se terminaron las remodelaciones del Grupo de las Cruces, el cual comprende el Templo de la Cruz, el Templo de la Cruz Foliada y el Templo del Sol. En la crujía posterior de cada uno de esos edificios se dispuso de un habitáculo llamado pib'naah', cuya función era la de un baño de vapor o temazcal en donde nacían y renacían simbólicamente cada una de las deidades de la tríada divina. El Templo de la Cruz fue dedicado a Wak-Chan-Ajaw o ‘Gobernante del 6.° Cielo’ (“GI”), su construcción a base de cuerpos escalonados, simula trece niveles,  de acuerdo a la cosmovisión maya, este número corresponde al número de cielos en el que estaba dividido el nivel celeste o superior. El Templo de la Cruz Foliada representa el nivel terrestre y fue dedicado a Unen-K'awiil (“GII”), dios de la agricultura y del linaje gobernante de Palenque; fue llamado B'olon Pet Ha' Naah, cuyo significado es la ‘Casa del Río de los Nueve Petenes’.  El Templo del Sol fue dedicado a la deidad "GIII", al igual que el Templo de las Inscripciones, su plataforma está conformada por nueve cuerpos escalonados, los que coinciden con los nueve estratos que tenía el inframundo o Xibalbá. El pib'naah del Templo del Sol fue llamado B'olon P'ul Witz K'inich Paskab, que significa la ‘Montaña de los Nueve Sahumerios del Amanecer del Sol’.
En los tres edificios del Grupo de la Cruz se encuentran registros e imágenes que representan el momento de la ascensión de Kan Balam al trono de B'aakal. En cada una de ellas hay marcada una simbología, en el Templo de la Cruz destaca la imagen del árbol cósmico; en el Templo de la Cruz Foliada el icono que destaca es una planta de maíz, la cual fue considerada como la planta fundadora de la civilización maya; finalmente, en el Templo del Sol, dedicado a temas de guerra y sacrificio, destaca un escudo de guerra con la cara del dios solar.
El 20 de julio de 690, una vez terminadas las remodelaciones del Grupo de la Cruz, Kan Balam realizó una ceremonia dedicada a los dioses de la triada divina de Palenque, creando nuevos incensarios, los cuales fueron utilizados dos años más tarde, durante las celebraciones del final del katún 9.13.0.0.0 8 ajaw 8 uo, es decir, el 15 de marzo de 692. Otros templos que consagró y construyó fueron el Templo del Altar del Cráneo y el Templo XVII que tuvo un carácter cívico. En este último edificio se encuentran varias inscripciones que registran parte de la historia dinástica de Palenque así como las historias bélicas de Kan Balam en donde, además, se muestra su retrato con un prisionero de guerra capturado.
Además de la historia dinástica de Palenque y de las épicas militares, Kan Balam introdujo la narración mítica de la historia de los dioses de Palenque, de esta forma dejó constancia de la biografía de Muwaan Mat; la llegada del dios “GI” y su encuentro con la tierra de Matwiil en el 2360 a. C.; y el nacimiento del dios “GIII” ocurrido en el mismo año. Asimismo registró el nacimiento de un personaje legendario llamado Ahku'l Ichiiw U Kokan Kan, cuyo significado es ‘Serpiente de la Espina de Raya del Lugar donde abundan las Tortugas’, ocurrido en el año 993 a. C. Este personaje al que se le describe como humano se convirtió en el primer gobernante de Matwiil y B'aakal a la edad de veintiséis años, cuando Palenque aún no era habitado, su presencia justifica la transición de la época mítica a la época histórica.
Kan Balam murió el 9.13.10.5 6 chikchan 3 pop, es decir, el 16 de febrero de 702. Su sucesor fue su hermano K'an Joy Chitam II, quien llevó a cabo sus funerales. Es posible que haya sido enterrado en el Templo XV-A, sin embargo las tumbas de este templo fueron saqueadas durante la época prehispánica.